# Tulsa (pel·lícula)
Tulsa és una pel·lícula estatunidenca dirigida per Stuart Heisler, estrenada el 1949. Aquesta pel·lícula ha estat doblada al català.

## Argument
La trama gira al voltant del boom petroler a Tulsa, Oklahomadels anys 1920 i detalla l'obsessió per acumular riquesa i poder i com afecta el caràcter moral.

## Repartiment
- Susan Hayward: Cherokee Lansing
- Robert Preston: Brad Brady
- Pedro Armendáriz: Jim Redbird
- Lloyd Gough: Bruce Tanner
- Chill Wills: Pinky Jimpson (narrador)
- Ed Begley: John J. 'Johnny' Brady
- Jimmy Conlin: Homer Triplette
- Roland Jack: Steve